# Оттон II (герцог Померании)
Оттон II (ок. 1380 — 27 марта 1428) — герцог Померании-Штеттина из династии Грифичей (1413—1428). Правил вместе с младшим братом Казимиром V.

## Биография
Второй сын Святобора I (ок. 1351 — 1413), герцога Померании-Щецина (1372—1413), и Анны Нюрнбергской (1360—1413).
В 1393 году по инициативе германского и чешского короля Вацлава IV Люксембургского 14-летний Оттон был избран рижским капитулом новым архиепископом Риги. Папа римский Бонифаций IV поддержал кандидатуру Оттона Поморского, но орденский кандидат Иоганн Валленрод в октябре 1393 года занял город Ригу. В ответ 10 сентября 1395 года герцог Святобор I, защищая интересы сына, заключил военно-политический союз с королём польским Владиславом II Ягелло, направленный против тевтонских рыцарей-крестоносцев. В феврале 1396 года литовско-русские войска под предводительством Витовта заняли Ригу. Витовт утвердил Оттона Щецинского коадъютором рижского архиепископа. Оттон вместе с отцом и братом заключил союз с Великим княжеством Литовским. Но 23 июля 1396 года Витовт заключил мирное соглашение с крестоносцами, а Оттон вынужден был летом 1397 года покинуть Прибалтику. Использовал титул рижского архиепископа-коадъютора до 1411 года, когда отказался от него и заключил брак с Агнессой Мекленбург-Старгардской, дочерью герцога Иоганна II Мекленбург-Старгардского и Екатерины-Вильгейды, дочери великого князя литовского Ольгерда. Брак был бездетным.
В 1409 году Оттон вместе с братом Казимиром был допущен Святобором к управлению герцогством, а через два года был назначен регентом во время паломничества отца на Святую Землю. В 1412 году Оттон участвовал в вооруженном конфликте с бранденбургским наместником Фридрихом Гогенцоллерном и при поддержки жителей Щецина одержал над ним победу 24 октября того же года в битве при дамбе Креммер.
В июне 1413 года после смерти своего отца Святобора Оттон II вместе с младшим братом Казимиром получил в совместное управление Щецинское герцогство. Дальнейший конфликт с Бранденбургом привёл к захвату принадлежавшей ему Пограничной Марки в 1414 году, а в 1417 году Щецинское герцогство перешло в ленную зависимость от Бранденбургского курфюршества. Однако щецинские герцоги из династии Грифичей никогда не признавали верховную власть курфюрстов Бранденбурга над своим герцогством. В 1420 году, несмотря на поддержку великопольских рыцарей под командованием Яна из Чарнкова, Оттон Щецинский потерпел поражение от бранденбуржцев и потерял несколько городов в Пограничной Марке. Через пять лет при поддержке германского короля Сигизмунда Люксембургского Оттон Щецинский возобновил войну против Бранденбурга. Военные действия заключились миром в Эберсвальде (1427). Оттон II смог удержать часть земель в Пограничной Марки (Уккермарк).
27 марта 1428 года Оттон II Щецинский скончался бездетным. Он был похоронен в замковой церкви Святого Отто в Щецине. Ему наследовал младший брат и соправитель Казимир V.